# Kasagake

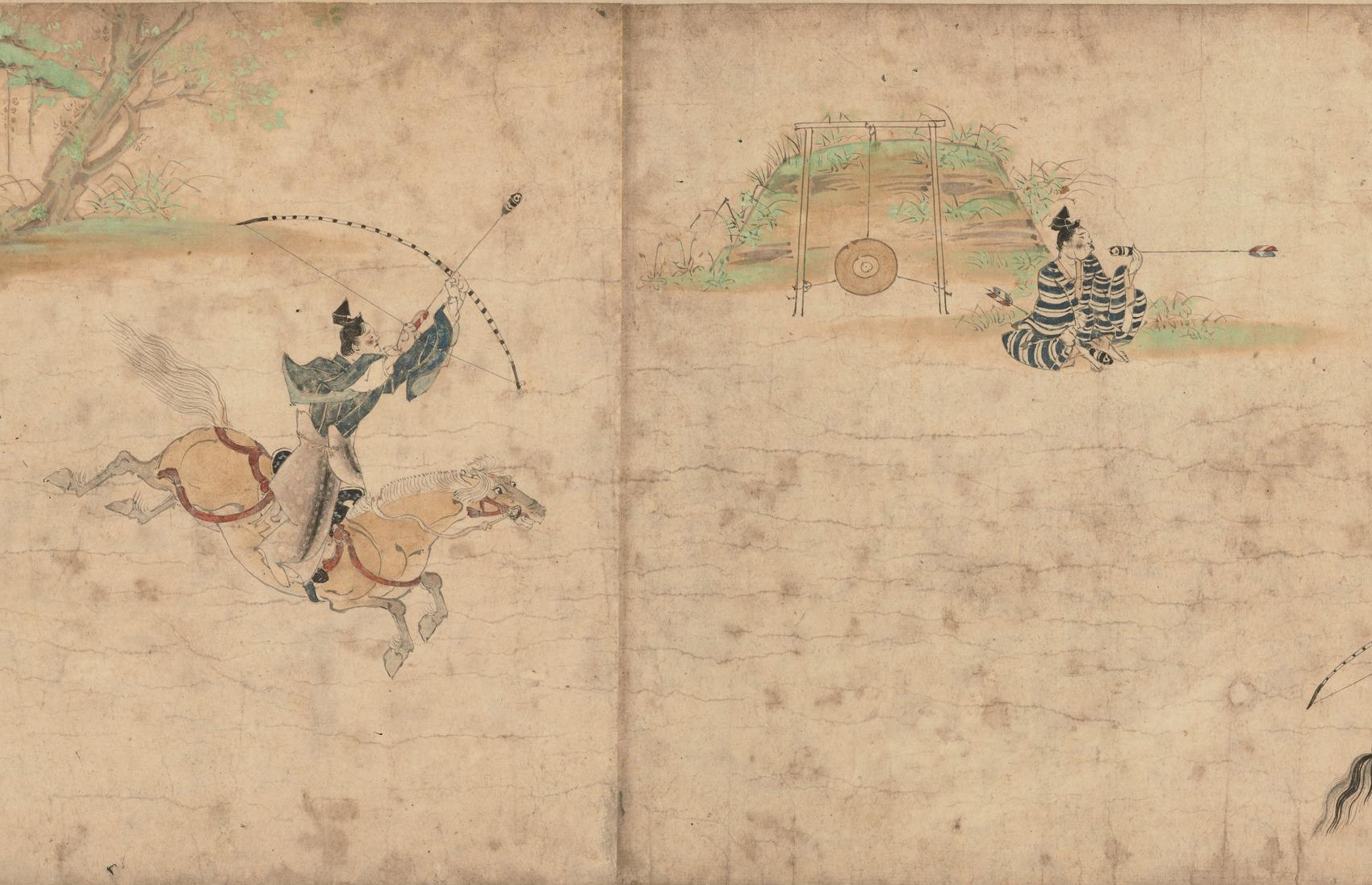
Kasagake représenté vers la fin du XIIIe siècle sur le Rouleau illustré d'Obusuma Saburō.

Le kasagake ou kasakake (笠懸, かさがけ lit. « tir au chapeau ») est une forme japonaise d'archerie montée. Contrairement au yabusame, les types de cibles sont divers et les archers tirent sans arrêter le cheval. Alors que le yabusame se pratique dans le cadre de cérémonies officielles, le kasagake s'est développé comme un jeu ou pratique des arts martiaux, en se concentrant sur des éléments techniques du tir à l'arc à cheval.

## Histoire

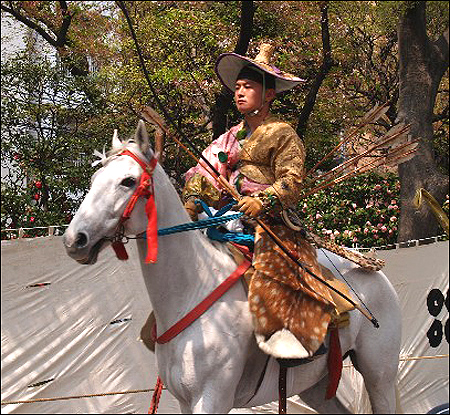
Le chapeau que porte l'homme est un ayaigasa, qui a d'abord été utilisé comme cible pour le kasagake.